# プラハの春国際音楽コンクール
プラハの春国際音楽コンクール（英: Prague Spring International Music Competition）は、チェコの首都プラハで開催されるプラハの春音楽祭において開催される若手音楽家のための音楽コンクールである。ピアノ、ヴァイオリンなどだけでなく下記のとおり多様な楽器や声楽・指揮の部門が存在する。
1957年、国際音楽コンクール世界連盟に加盟した。2021年にAAFにも参加した。ただし、東アジア勢や東南アジア勢の有力コンテスタントが他のコンクールに流れてしまったこともあり、かつての水準にはなっていない。

## 開催年と受賞者

### 1947年（第1回）
- ヴァイオリン部門　受賞なし

### 1948年（第2回）
- ピアノ部門
  - 第1位　Emy Behar （ブルガリア）、Bernard Flavigny （フランス）
  - 第3位　Eva Glancová （チェコスロバキア）
  - 第4位　Anna Máchová （チェコスロバキア）
  - 第5位　Jiří Vřeštál （チェコスロバキア）

### 1949年（第3回）
- ヴァイオリン部門
  - 第1位　イーゴリ・ベズロドニー（ソ連）
  - 第2位　ヴィクトル・ピカイゼン（ソ連）
  - 第3位　Alan Loveday （イギリス）

### 1950年（第4回）
- チェロ部門
  - 第1位　ムスティスラフ・ロストロポーヴィチ（ソ連）、ダニイル・シャフラン（ソ連）
  - 第2位　Jakov Slobodkin （ソ連）、Hubert Varron （フランス）
  - 第3位　Anna Marie Laffra （フランス）、Alexej Lazko （ソ連）
- 弦楽四重奏部門
  - 第1位　モスクワ音楽院弦楽四重奏団（ソ連）
  - 第2位　スメタナ弦楽四重奏団（チェコスロバキア）、Státní gruzínské kvarteto （ソ連）
  - 第3位　なし

### 1951年（第5回）
- ピアノ部門
  - 第1位　Gleb Axelrod （ソ連）、Marina Slesarjeva （ソ連）
  - 第2位　Margarita Fjodorova （ソ連）、ヤン・パネンカ（チェコスロバキア）
  - 第3位　Mirka Pokorná （チェコスロバキア）、Ludmila Roshchina （ソ連）
  - 第4位　Maria Ješčenko （ソ連）、Pavel Štěpán （チェコスロバキア）
  - 第5位　Manry Katz （ルーマニア）

### 1953年（第6回）
- フルート部門
  - 第1位　František Čech （チェコスロバキア）、Alexander Kornejev （ソ連）、Lev Perepiolkin （ソ連）
  - 第2位　Václav Žilka （チェコスロバキア）
  - 第3位　Jaroslav Josífko （チェコスロバキア）、Dimitru Pop （ルーマニア）、Ladislav Šoka （チェコスロバキア）
- オーボエ部門
  - 第1位　Tivadar Bántay （ハンガリー）、Stanislav Duchoň （チェコスロバキア）、Vladimír Kurlin （ソ連）
  - 第2位　Vítězslav Hanus （チェコスロバキア）
  - 第3位　Andrzej Mozel （ポーランド）
- クラリネット部門
  - 第1位　Božena Kubicová （チェコスロバキア）
  - 第2位　Michail Izmailov （ソ連）
  - 第3位　Jiří Kratochvíl （チェコスロバキア）、Adolf Nechvátal （チェコスロバキア）
- ファゴット部門
  - 第1位　Ašot Abadzhian （ソ連）、Lev Pecherski （ソ連）
  - 第2位　Jaroslav Řezáč （チェコスロバキア）
  - 第3位　Ištván Fehér （ハンガリー）、Jiří Formáček （チェコスロバキア）、Rudolf Komorous （チェコスロバキア）
- ホルン部門
  - 第1位　Vitalij Bujanovskij （ソ連）、Štjepan Višnievskij （ソ連）
  - 第2位　Rudolf Beránek （チェコスロバキア）、Vladimír Černý （チェコスロバキア）
  - 第3位　Joan Badanoiu （ルーマニア）、Erich Penzel （東ドイツ）

### 1954年（第7回）
- ソプラノ部門
  - 第1位　Marie Steinerová （チェコスロバキア）、Milada Šubertová （チェコスロバキア）、ステファニア・ヴォイトヴィチ（ポーランド）、Christa Ziese （東ドイツ）
  - 第2位　Naděžda Atanasova （ブルガリア）、Elena Filimon （ルーマニア）、Erszébet Házy （ハンガリー）、Jekatierina Popova （ブルガリア）、Helena Tattermuschová （チェコスロバキア）
  - 第3位　Magda Janculescu （ルーマニア）、Eva Murányi （ハンガリー）、Vasilka Radeva （ブルガリア）、Stanislava Součková （チェコスロバキア）
- メゾソプラノ部門
  - 第1位　なし
  - 第2位　Jaroslava Dobrá （チェコスロバキア）、Vera Rudeanu （ルーマニア）
  - 第3位　Eva Tomássy （ハンガリー）
- アルト部門
  - 第1位　Aarika Annelli （ハンガリー）、Radka Gajeva （ブルガリア）
  - 第2位　Soňa Červená （チェコスロバキア）
  - 第3位　なし
- テノール部門
  - 第1位　Lubomír Bodurov （ブルガリア）
  - 第2位　Nikolai Zdravkov （ブルガリア）
  - 第3位　Valentin Teodorian （ルーマニア）
- バリトン部門
  - 第1位　Nikolai Gaubič （ブルガリア）、Nicolae Herlea （ルーマニア）、György Melis （ハンガリー）
  - 第2位　Octav Enigarescu （ルーマニア）
  - 第3位　Josef Heriban （チェコスロバキア）、Jan Soumar （チェコスロバキア）
- バス部門
  - 第1位　Václav Halíř （チェコスロバキア）、Alexander Milkovskii （ブルガリア）
  - 第2位　Trakán Popescu （ルーマニア）
  - 第3位　Jiří Bar （チェコスロバキア）、Jaroslav Horáček （チェコスロバキア）

### 1955年（第8回）
- チェロ部門
  - 第1位　Saša Večtomov （チェコスロバキア）、Josef Chuchro （チェコスロバキア）、Michail Chomicer （ソ連）
  - 第2位　Medea Abramjanova （ソ連）、Tatjana Primenkova （ソ連）
  - 第3位　なし

### 1956年（第9回）
- ヴァイオリン部門
  - 第1位　ボリス・グートニコフ（ソ連）、ヴァレリー・クリモフ（ソ連）
  - 第2位　Zhan Ter-Merkerjan （ソ連）、Ladislav Jásek （チェコスロバキア）、Štefan Czapáry （チェコスロバキア）
  - 第3位　Jiří Šumpík （チェコスロバキア）、ヨーゼフ・シヴォー（ハンガリー）

### 1957年（第10回）
- ピアノ部門
  - 第1位　Zdeněk Hnát （チェコスロバキア）、アントン・ギンスブルク （ソ連）、Alexej Skavronskij （ソ連）
  - 第2位　Jan Novotný （チェコスロバキア）
  - 第3位　Li Ming-Chang （中国）
  - 第3位　Valerij Šackij （ソ連）、Aleš Bílek （チェコスロバキア）

### 1958年（第11回）
- オルガン部門
  - 第1位　Václav Rabas （チェコスロバキア）
  - 第2位　Gisbert Schneider （西ドイツ）、Jaroslav Vodrážka （チェコスロバキア）、Helmuth Plattner （ルーマニア）
  - 第3位　Janine Corajod （スイス）
  - 第4位　Lubina Holanec-Rawp （東ドイツ）
  - 第5位　Irena Thenior-Janeczka （ポーランド）

### 1959年（第12回）
- フルート部門
  - 第1位　Zdeněk Bruderhans （チェコスロバキア）、ミシェル・デボスト（フランス）、Jan Hecl （チェコスロバキア）
  - 第2位　ヴェルナー・トリップ（オーストリア）
  - 第3位　Alexander Murray （イギリス）、Louis Hebral （フランス）
- オーボエ部門
  - 第1位　Jacques Vandeville （フランス）、ローター・コッホ（西ドイツ）
  - 第2位　Miloslav Hašek （チェコスロバキア）、Pavel Verner （チェコスロバキア）、Jiří Mihule （チェコスロバキア）、Jaroslav Janků （チェコスロバキア）
  - 第3位　Karel Lang （チェコスロバキア）、László Bohr （ハンガリー）、Don Theodore Jaeger （アメリカ）
- クラリネット部門
  - 第1位　Peter Rieckhoff （東ドイツ）、Aurelian Octav Popa （ルーマニア）
  - 第2位　Atanas Kolev （ブルガリア）
  - 第3位　Milenko Stefanovič （ユーゴスラヴィア）
- ファゴット部門
  - 第1位　なし
  - 第2位　Miloslav Masier （チェコスロバキア）、Vladimír Vlasenko （ソ連）、František Svoboda （チェコスロバキア）、Arie van Lysebeth （ブラジル）、Sergej Krasavin （ソ連）
  - 第3位　なし
- ホルン部門
  - 第1位　Anatolij Demin （ソ連）、Boris Afanasjev （ソ連）
  - 第2位　なし
  - 第3位　Otto Kopecký （チェコスロバキア）、Hans Hekfried Richter （西ドイツ）

### 1960年（第13回）
- 女声部門
  - 第1位　Věra Soukupová （チェコスロバキア）
  - 第2位　Rozita Bobrineva （ソ連）、Julia Buciuceanu （ルーマニア）
  - 第3位　Morela Muňos （ベネズエラ）、中沢桂 （日本）
- 男声部門
  - 第1位　なし
  - 第2位　Jindřich Jindrák （チェコスロバキア）、Jurij Mazurok （ソ連）、Jaroslav Kachel （チェコスロバキア）
  - 第3位　Cornel Fanateanu （ルーマニア）、Georgi Dinev （ブルガリア）

### 1961年（第14回）
- チェロ部門
  - 第1位　ナターリヤ・グートマン （ソ連）
  - 第2位　ナターリヤ・シャホフスカヤ （ソ連）、Walter Nothas （西ドイツ）、Georgi Petkov （ブルガリア）、László Mezö （ハンガリー）
  - 第3位　Ladislav Pospíšil （チェコスロバキア）、Viktor Apercev （ソ連）

### 1962年（第15回）
- トランペット部門
  - 第1位　Valentin Judin （ソ連）
  - 第2位　Valentin Malkov （ソ連）、Jordan Kožucharov （ブルガリア）、Anatolij Maximenko （ブルガリア）
  - 第3位　なし
- ホルン部門
  - 第1位　Josef Brázda （チェコスロバキア）、ペーター・ダム （東ドイツ）、Jaroslav Kotulan （チェコスロバキア）
  - 第2位　なし
  - 第3位　ズデニェク・ティルシャル （チェコスロバキア）、Arvid Klišan （ソ連）
- トロンボーン部門
  - 第1位　Zdeněk Pulec （チェコスロバキア）
  - 第2位　Per Brevig （ノルウェー）、Roman Siwek （ポーランド）
  - 第3位　Konstantin Bakardzhiev （ブルガリア）、Viktor Bataše （ソ連）、Karel Biňovec （チェコスロバキア）

### 1963年（第16回）
- ピアノ部門
  - 第1位　Rumiana Atanasova （ブルガリア）
  - 第2位　Anatolij Katz （ソ連）、Václav Zelený （チェコスロバキア）
  - 第3位　Samuel Alumian （ソ連）、Emil Leichner （チェコスロバキア）

### 1964年（第17回）
- ヴァイオリン部門
  - 第1位　Grigori Feigin （ソ連）、Ivan Štraus （チェコスロバキア）
  - 第2位　Petr Messiereur （チェコスロバキア）
  - 第3位　Valeria Vilkerova （ソ連）

### 1965年（第18回）
- 作曲（管弦楽曲）部門
  - 第1位　ボリス・ティシチェンコ（ソ連）
  - 第2位　なし
  - 第3位　Luboš Fišer （チェコスロバキア）、William Wood （アメリカ）
- 作曲（弦楽四重奏曲）部門
  - 第1位　なし
  - 第2位　Dieter Acker （ルーマニア）、Peter Herrmany （東ドイツ）
  - 第3位　Henry Berthold （東ドイツ）、Josef Sixta （チェコスロバキア）
- 作曲（合唱曲）部門
  - 第1位　Fausto Razzi （イタリア）、Romuald Twardowski （ポーランド）
  - 第2位　なし
  - 第3位　Joachim Beez （東ドイツ）

### 1966年（第19回）
- オルガン部門
  - 第1位　Petr Sovadina （チェコスロバキア）、Otfried Miller （西ドイツ）
  - 第2位　Ivan Sokol （チェコスロバキア）
  - 第3位　Karl Reiner Böhme （東ドイツ）、Eva Kamrlová （チェコスロバキア）、Jaroslava Potměšilová （チェコスロバキア）

### 1967年（第20回）
- 女声部門
  - 第1位　なし
  - 第2位　Jana Smítková （チェコスロバキア）、Anegina Jefremova （ソ連）
  - 第3位　Barbara Zagórzanka （ポーランド）、Kioko Hirata （日本）
- 男声部門
  - 第1位　Georgij Selezniev （ソ連）
  - 第2位　Georg Pappas（ギリシャ）
  - 第3位　Askold Suchim （ソ連）、Jaromír Vavruška （チェコスロバキア）、Ionel Pantea （ルーマニア）

### 1968年（第21回）
- フルート部門
  - 第1位　Valentin Zverev （ソ連）
  - 第2位　Jaromír Hönig （チェコスロバキア）、ジェームズ・ゴールウェイ（イギリス）
  - 第3位　Jevgenij Šklianko （ソ連）、Rumiana Petrova （ブルガリア）
- オーボエ部門
  - 第1位　Jiří Kaniak （チェコスロバキア）、Maurice Bourgue （フランス）
  - 第2位　Burghard Glätzner （東ドイツ）
  - 第3位　Radu Chisu （ルーマニア）、Oleg Sokolov （ソ連）、Ingo Goritzki （西ドイツ）
- クラリネット部門
  - 第1位　Valeri Bezruchenko （ソ連）
  - 第2位　Juraj Hirner （チェコスロバキア）
  - 第3位　Petr Čáp （チェコスロバキア）、Diethelm Kühn （東ドイツ）
- ファゴット部門
  - 第1位　Vladimír Bogorad （ソ連）
  - 第2位　Lumír Vaněk （チェコスロバキア）、František Herman （チェコスロバキア）
  - 第3位　Jiří Šťavíček （チェコスロバキア）、Klaus Schliesser （東ドイツ）
- ホルン部門
  - 第1位　ズデニェク・ティルシャル （チェコスロバキア）
  - 第2位　Viktor Galkin （ソ連）
  - 第3位　John P. Cerminaro （アメリカ）、Józef Szczególski （ポーランド）

### 1970年（第22回）
- チェロ部門
  - 第1位　ボリス・ペルガメンシコフ（ソ連）
  - 第2位　Julij Turovskij （ソ連）
  - 第3位　David Kadarauch （アメリカ）、Miroslav Petráš （チェコスロバキア）、Peter Wöpke （東ドイツ）

### 1971年（第23回）
- オルガン部門
  - 第1位　なし
  - 第2位　Edgar Krapp （西ドイツ）、Kamila Klugarová （チェコスロバキア）
  - 第3位　Vladimír Rusó （チェコスロバキア）、Charles Robert Benbow （アメリカ）

### 1972年（第24回）
- ヴァイオリン部門
  - 第1位　Bohuslav Matoušek （チェコスロバキア）、Rimma Sušanskaja （ソ連）
  - 第2位　なし
  - 第3位　Arkádi Vinokurov （ソ連）、Jindřich Pazdera （チェコスロバキア）、Antonín Pergler （チェコスロバキア）

### 1973年（第25回）
- 女声部門
  - 第1位　なし
  - 第2位　Anna Kratochvílová （チェコスロバキア）、Annelott Damm （東ドイツ）
  - 第3位　Júlia Pászthy （ハンガリー）、Valeri Popova （ブルガリア）、Mária Turňová （チェコスロバキア）
- 男声部門
  - 第1位　なし
  - 第2位　Robert Currier Christesen （アメリカ）
  - 第3位　Klement Slowioczek （チェコスロバキア）、Sergej Kopčák （チェコスロバキア）
- ピアノ部門
  - 第1位　Valerij Višnievskij （ソ連）
  - 第2位　Vladimír Suchanov （ソ連）
  - 第3位　Irina Vinogradova （ソ連）、Květa Novotná （チェコスロバキア）、Eva Krámská （チェコスロバキア）

### 1974年（第26回）
- フルート部門
  - 第1位　Alexandr Maiorov （ソ連）
  - 第2位　Sonja Ameln （東ドイツ）、Alexandr Golyšev （ソ連）、Krisztina Solti （ハンガリー）
  - 第3位　Magdalena Tůmová （チェコスロバキア）、Barbara Müller-Haase （オーストリア）
- オーボエ部門
  - 第1位　Radú Chisu （ルーマニア）
  - 第2位　Alexandr Afanasiev （ソ連）
  - 第3位　Thomas Indermühle （スイス）、Jean-Paul Barrellon （フランス）
- クラリネット部門
  - 第1位　Bohuslav Zahradník （チェコスロバキア）
  - 第2位　Michael Simm （東ドイツ）
  - 第3位　Channes Altrov （ソ連）、Jiří Krejčí （チェコスロバキア）
- ファゴット部門
  - 第1位　Lumír Vaněk （チェコスロバキア）、Jiří Seidl （チェコスロバキア）
  - 第2位　Andris Arnicans （ソ連）、Nikolaj Guskov （ソ連）
  - 第3位　Michael Weigel （東ドイツ）、Luc Loubry （ベルギー）
- ホルン部門
  - 第1位　Stanislav Suchánek （チェコスロバキア）、John Mac Donald （カナダ）
  - 第2位　Vladislav Grigorov （ブルガリア）、Vasilij Tarasov （ソ連）
  - 第3位　Zdeněk Divoký （チェコスロバキア）、Kazimierz Machala （ポーランド）
- トランペット部門
  - 第1位　Vladislav Kozderka （チェコスロバキア）
  - 第2位　Guy Michel Touvron （フランス）、Stanislav Sejpal （チェコスロバキア）
  - 第3位　Gérard Milliere （フランス）、Bernard Soustrot （フランス）
- トロンボーン部門
  - 第1位　Gabriel Madas （チェコスロバキア）
  - 第2位　Boris Vinogradov （ソ連）
  - 第3位　Antonín Merhaut （チェコスロバキア）、Jaroslav Tachovský （チェコスロバキア）

### 1975年（第27回）
- 弦楽四重奏部門
  - 第1位　なし
  - 第2位　Kvarteto Kalininské filharmonie （ソ連）、Panochovo kvarteto （チェコスロバキア）
  - 第3位　Doležalovo kvarteto （チェコスロバキア）

### 1976年（第28回）
- ヴァイオリン部門
  - 第1位　Čeněk Pavlík （チェコスロバキア）
  - 第2位　Štefan Stałanowski （ポーランド）
  - 第3位　Jan Pospíchal （チェコスロバキア）、Bohumil Kotmel （チェコスロバキア）
- チェロ部門
  - 第1位　Tatjana Alexejevna Zavarskaia （ソ連）、Daniel Veis （チェコスロバキア）
  - 第2位　François Guye （スイス）
  - 第3位　Sergej Viktorovich Sudzilovskij （ソ連）

### 1977年（第29回）
- フルート部門
  - 第1位　Sergej Bubnov （ソ連）
  - 第2位　A. Gülsen Tatu （トルコ）、Béla Drahos （ハンガリー）
  - 第3位　Dominique Hollebeke （フランス）、Daniela Čechová-Tarabová （チェコスロバキア）
- オーボエ部門
  - 第1位　Jan Adamus （チェコスロバキア）
  - 第2位　Chaniafi Chinakaiev （ソ連）
  - 第3位　Jürgen Dietze （東ドイツ）、Thomas Indermühle （スイス）
- クラリネット部門
  - 第1位　František Bláha （チェコスロバキア）
  - 第2位　Andrej Kazakov （ソ連）
  - 第3位　Petr Slíva （チェコスロバキア）、Petr Bohuš （チェコスロバキア）、Reiner Wehle （西ドイツ）
- ファゴット部門
  - 第1位　Svatopluk Čech （チェコスロバキア）
  - 第2位　Andris Arnicans （ソ連）
  - 第3位　Miloš Wichterle （チェコスロバキア）、Zoltán Harsányi （ハンガリー）、Michael Lang （東ドイツ）、Reiner Luft （東ドイツ）

### 1978年（第30回）
- 女声部門（スメタナ「売られた花嫁」のマリジェンカ役）
  - 第1位　Radmila Smiljanič （ユーゴスラヴィア）
  - 第2位　Anna Bortlová （チェコスロバキア）、Alicja Borkowska （ポーランド）
  - 第3位　Daniela Šounová （チェコスロバキア）
- 男声部門（スメタナ「売られた花嫁」のイェーニク役）
  - 第1位　なし
  - 第2位　Dieter Schwartner （東ドイツ）、Johannes Bier （東ドイツ）
  - 第3位　Grzegorz Caban （ポーランド）、Miloš Ježil （チェコスロバキア）
- ホルン部門
  - 第1位　Zdeněk Divoký （チェコスロバキア）
  - 第2位　František Šupín （チェコスロバキア）
  - 第3位　Joseph Ognibene （アメリカ）、Jiří Havlík （チェコスロバキア）
- トランペット部門
  - 第1位　Vladimír Rejlek （チェコスロバキア）、Zdeněk Šedivý （チェコスロバキア）
  - 第2位　Pál Petz （ハンガリー）
  - 第3位　なし
- トロンボーン部門
  - 第1位　なし
  - 第2位　Donald Sanders （アメリカ）、Michel Becquet （フランス）
  - 第3位　Antonín Merhaut （チェコスロバキア）、Gilles Milliere （フランス）、Jaroslav Tachovský （チェコスロバキア）

### 1979年（第31回）
- 弦楽四重奏部門
  - 第1位　Pražákovo kvarteto （チェコスロバキア）
  - 第2位　Havlákovo kvarteto （チェコスロバキア）
  - 第3位　なし
- オルガン部門
  - 第1位　なし
  - 第2位　James Kibbie （アメリカ）、Josef Popelka （チェコスロバキア）、Ursula Copony-Philippi （ルーマニア）
  - 第3位　Jaroslav Tůma （チェコスロバキア）、Zsuzsana Elekes （ハンガリー）、Imrich Szabó （チェコスロバキア）

### 1980年（第32回）
- チェロ部門
  - 第1位　Mikael Ericsson （スウェーデン）
  - 第2位　Ľudovít Kanta （チェコスロバキア）
  - 第3位　Jiří Hošek （チェコスロバキア）、Sergej Roldugin （ソ連）

### 1981年（第33回）
- フルート部門
  - 第1位　なし
  - 第2位　Jana Pastrňáková （チェコスロバキア）、Ingela Oien （ノルウェー）
  - 第3位　Michael Faust （西ドイツ）、Pavel Foltýn （チェコスロバキア）
- オーボエ部門
  - 第1位　なし
  - 第2位　David Walter （フランス）
  - 第3位　Jürgen Dietze （東ドイツ）、Tomislav Novák （チェコスロバキア）、Jochen Müller-Brincken （西ドイツ）
- クラリネット部門
  - 第1位　Vlastimil Mareš （チェコスロバキア）
  - 第2位　Olivier Dartevelle （フランス）、Gennadij Zabara （ソ連）
  - 第3位　Juan Armas （キューバ）、Petr Bohuš （チェコスロバキア）、Ivan Olenčik （ソ連）
- ファゴット部門
  - 第1位　Luboš Hucek （チェコスロバキア）
  - 第2位　Miloš Wichterle （チェコスロバキア）
  - 第3位　Holger Straube （東ドイツ）、Krzysztof Siudmak （ポーランド）、Julia Stanieszewska （ハンガリー）

### 1982年（第34回）
- ホルン部門
  - 第1位　なし
  - 第2位　Barnabás Kubina （ハンガリー）
  - 第3位　Alexandr Raiev （ソ連）
- トランペット部門
  - 第1位　Andrej Ikov （ソ連）
  - 第2位　Zoltán Kovács （ハンガリー）
  - 第3位　Přemysl Černík （チェコスロバキア）、Jan Broda （チェコスロバキア）、László Préda （ハンガリー）
- トロンボーン部門
  - 第1位　Carl Lenthe （アメリカ）
  - 第2位　Yves Favre （フランス）、Stanislav Brada （チェコスロバキア）
  - 第3位　Jiří Přibyl （チェコスロバキア）、Jan Votava （チェコスロバキア）

### 1983年（第35回）
- チェロ部門
  - 第1位　Michal Kaňka （チェコスロバキア）
  - 第2位　Natalia Savinova （ソ連）、Michaela Fukačová （チェコスロバキア）
  - 第3位　Jitka Vlašánková （チェコスロバキア）

### 1984年（第36回）
- オルガン部門
  - 第1位　Aleš Bárta （チェコスロバキア）
  - 第2位　なし
  - 第3位　Zuzana Němečková （チェコスロバキア）、Jan Kalfus （チェコスロバキア）、Rainer Maria Rückschloss （西ドイツ）
- 弦楽四重奏部門
  - 第1位　なし
  - 第2位　Havlákovo kvarteto （チェコスロバキア）
  - 第2位　Kubínovo kvarteto （チェコスロバキア）

### 1985年（第37回）
- 指揮部門
  - 第1位　Pierre-Michel Durand （フランス）
  - 第2位　Nikolaj Alexejev （ソ連）
  - 第3位　北原幸男 （日本）

### 1986年（第38回）
- 女声部門
  - 第1位　なし
  - 第2位　Dagmar Pecková （チェコスロバキア）、Livia Ághová （チェコスロバキア）
  - 第3位　Ute Selbig （東ドイツ）、Emilia Ciurdea （ルーマニア）
- 男声部門
  - 第1位　Štefan Margita （チェコスロバキア）
  - 第2位　Petar Michajlov （ブルガリア）
  - 第3位　なし
- フルート部門
  - 第1位　なし
  - 第2位　Jean Ferrandis （フランス）
  - 第3位　Wolfgang Ritter （西ドイツ）、Silke Uhlig （東ドイツ）
- オーボエ部門
  - 第1位　Liběna Séquardtová （チェコスロバキア）
  - 第2位　Simon Fuchs （スイス）、Dušan Foltýn （チェコスロバキア）
  - 第3位　Jean-Louis Capezzali （フランス）、Emanuel Abbühl （スイス）
- クラリネット部門
  - 第1位　Philippe Cuper （フランス）
  - 第2位　Heiner Schindler （東ドイツ）、Tomáš Bartoš （チェコスロバキア）
  - 第3位　Fabrizio Meloni （イタリア）、Ľubomír Legemza （チェコスロバキア）
- ファゴット部門
  - 第1位　Sergio Azzolini （イタリア）
  - 第2位　Alexander Hase （西ドイツ）、Dušan Drápela （チェコスロバキア）
  - 第3位　Emil Polách （チェコスロバキア）、Thomas Reinhard （東ドイツ）

### 1987年（第39回）
- ヴァイオリン部門
  - 第1位　イヴァン・ジェナティー （チェコスロバキア）
  - 第2位　Thomas Böttcher （東ドイツ）
  - 第3位　Jiří Hurník （チェコスロバキア）、Matthias Wollong （東ドイツ）
- ホルン部門
  - 第1位　Jindřich Petráš （チェコスロバキア）
  - 第2位　Jacob Slagter （オランダ）
  - 第3位　Petr Hernych （チェコスロバキア）、Kerry Drew Turner （アメリカ）
- トランペット部門
  - 第1位　William Forman （アメリカ）
  - 第2位　Eric Aubier （フランス）、Jouko Harjanne （フィンランド）
  - 第3位　Jan Hasenöhrl （チェコスロバキア）
- トロンボーン部門
  - 第1位　Jiří Novotný （チェコスロバキア）
  - 第2位　Stanley Clark （カナダ）
  - 第3位　Michal Jaško （チェコスロバキア）、Stefan Legée （フランス）

### 1988年（第40回）
- ピアノ部門
  - 第1位　セルゲイ・タラソフ（ソ連）
  - 第2位　Sergej Milstein （ソ連）
  - 第3位　Jan Simon （チェコスロバキア）、Igor Ardašev （チェコスロバキア）
- 弦楽四重奏部門
  - 第1位　Smyčcové kvarteto AMU Praha (Wihan Quartet)  （チェコスロバキア）
  - 第2位　Smyčcové kvarteto studentů moskevského institutu Gněsných （ソ連）、Smyčcové kvarteto Lotyšské filharmonie （ソ連）
  - 第3位　なし

### 1989年（第41回）
- チェロ部門
  - 第1位　なし
  - 第2位　Jiří Hanousek （チェコスロバキア）
  - 第3位　Anne Gastinel （フランス）、Andrej Bauer （ポーランド）
- オルガン部門
  - 第1位　Martin Sander （西ドイツ）
  - 第2位　なし
  - 第3位　Heidi Emmert （西ドイツ）、Frank Volke （西ドイツ）、Petr Kolář （チェコスロバキア）

### 1990年（第42回）
- 指揮部門
  - 第1位　なし
  - 第2位　Jin Wang （中国）
  - 第3位　なし

### 1991年（第43回）
- フルート部門
  - 第1位　Andrea Lieberknecht （ドイツ）
  - 第2位　Christel Rayneau （フランス）、Janne Thomsen （デンマーク）
  - 第3位　Emily Beynon （イギリス）、Dita Krenberga （ラトヴィア）
- オーボエ部門
  - 第1位　Diana Doherty （オーストラリア）
  - 第2位　Francois Leleux （フランス）
  - 第3位　Jana Brožková （チェコスロバキア）
- クラリネット部門
  - 第1位　なし
  - 第2位　Dušan Mihely （チェコスロバキア）、Ludmila Peterková （チェコスロバキア）
  - 第3位　Alessandro Carbonare （イタリア）、Jean-Philippe Vivier （フランス）
- ファゴット部門
  - 第1位　Jaroslav Kubita （チェコスロバキア）
  - 第2位　Petr Legát （チェコスロバキア）、Marco Postinghel （イタリア）
  - 第3位　Frank Forst （ドイツ）

### 1992年（第44回）
- ホルン部門
  - 第1位　なし
  - 第2位　Andrew Lewinter （アメリカ）
  - 第3位　ラデク・バボラーク（チェコスロバキア）、Claudia Strenkert （ドイツ）
- トランペット部門
  - 第1位　Jens Lindemann （カナダ）
  - 第2位　Franck Pulcini （フランス）
  - 第3位　Wolfgang Bauer （ドイツ）
- トロンボーン部門
  - 第1位　なし
  - 第2位　Oliver Siefert （ドイツ）
  - 第3位　András Fejér （ハンガリー）、Jean Raffard （フランス）
- ヴァイオリン部門
  - 第1位　玉井菜採（日本）
  - 第2位　Gabriela Demeterová （チェコスロバキア）、Bin Huang （中国）
  - 第3位　Albrecht Breuninger （ドイツ）

### 1993年（第45回）
- ピアノ部門
  - 第1位　Giovanni Bellucci （イタリア）
  - 第2位　なし
  - 第3位　Daniil Kopylov （ロシア）

### 1994年（第46回）
- チェロ部門
  - 第1位　なし
  - 第2位　Raphael Perraud （フランス）
  - 第3位　Gianluca Giganti （イタリア）
- オルガン部門
  - 第1位　Pavel Černý （チェコ）
  - 第2位　Waclaw Seweryn Golonka （ポーランド）
  - 第3位　なし
- ハープシコード部門
  - 第1位　Jory Vinikour （フランス）
  - 第2位　Yves Rechsteiner （スイス）
  - 第3位　広沢麻美 （日本）

### 1995年（第47回）
- 指揮部門
  - 第1位　なし
  - 第2位　Matthias Foremny （ドイツ）
  - 第3位　森口真司 （日本）
  - 第3位　曽我大介 （日本）
- 作曲部門
  - 第1位　Charlotte Seither （ドイツ）
  - 第2位　Roman Z. Novák （チェコ）
  - 第3位　Alvaro Carlevaro （ウルグアイ）

### 1996年（第48回）
- フルート部門
  - 第1位　Tatjana Ruhland （ドイツ）
  - 第2位　Kersten McCall （ドイツ）
  - 第3位　Katalin Kramarics （ハンガリー）
- オーボエ部門
  - 第1位　Stefan Schilli （ドイツ）
  - 第2位　Giovanni De Angeli （イタリア）、Zbyněk Müller （チェコ）
  - 第3位　なし
- クラリネット部門
  - 第1位　Paolo Beltramini （イタリア）
  - 第2位　なし
  - 第3位　Jean-Philippe Vivier （フランス）
- ファゴット部門
  - 第1位　なし
  - 第2位　Selim Aykal （トルコ）、Catherine Maguire （イギリス）
  - 第3位　Ondřej Roskovec （チェコ）

### 1997年（第49回）
- ヴァイオリン部門
  - 第1位　なし
  - 第2位　Hana Kotková （チェコ）
  - 第3位　Pavel Šporcl （チェコ）
- ホルン部門
  - 第1位　なし
  - 第2位　アレッシオ・アレグリーニ （イタリア）
  - 第3位　László Seemann （ハンガリー）
- トランペット部門
  - 第1位　なし
  - 第2位　Gábor Boldoczki （ハンガリー）
  - 第3位　Jeroen Berwaerts （ベルギー）
- トロンボーン部門
  - 第1位　なし
  - 第2位　Daniel Breszynski （フランス）
  - 第3位　なし

### 1998年（第50回）
- ピアノ部門
  - 第1位　Martin Kasík （チェコ）
  - 第2位　Adam Skoumal （チェコ）
  - 第3位　Evgeny Samoilov （ロシア）
- 弦楽四重奏部門
  - 第1位　Quartetto Prometeo （イタリア）
  - 第2位　Aviv String Quartet （イスラエル）、M. Nostitz Quartet （チェコ）
  - 第3位　なし

### 1999年（第51回）
- オルガン部門
  - 第1位　なし
  - 第2位　Eva Bublová （チェコ）
  - 第3位　Petr Rajnoha （チェコ）
- ハープシコード部門
  - 第1位　なし
  - 第2位　András Szepes （ハンガリー）
  - 第3位　Monika Knoblochová （チェコ）、Tien Yang （台湾）

### 2000年（第52回）
- 指揮部門
  - 第1位　Charles Olivieri-Munroe （カナダ）
  - 第2位　Claire Levacher （フランス）
  - 第3位　Massimilano Matesic （イタリア）
- チェロ部門
  - 第1位　Panu Luosto （フィンランド）
  - 第2位　Sébastien van Kuijk （フランス）
  - 第3位　Niklas Eppinger （ドイツ）

### 2001年（第53回）
- フルート部門
  - 第1位　Dóra Seres （ハンガリー）
  - 第2位　Katalin Kramarics （ハンガリー）
  - 第3位　Chiara Piccinelli （イタリア）
- オーボエ部門
  - 第1位　Kalev Kuljus （エストニア）
  - 第2位　Fabien Thouand （フランス）
  - 第3位　Vladislav Borovka （チェコ）、Nora Cismondi （フランス）

### 2002年（第54回）
- クラリネット部門
  - 第1位　Kateřina Váchová （チェコ）
  - 第2位　Bálint Karosi （ハンガリー）、Karel Dohnal （チェコ）
- ファゴット部門
  - 第1位　Mathias Rácz （ドイツ）
  - 第2位　Václav Vonášek （チェコ）
  - 第3位　Tomáš Františ （チェコ）

### 2003年（第55回）
- トランペット部門
  - 第1位　Julian Sommerhalder （スイス）
  - 第2位　Clément Saunier （フランス）
  - 第3位　Raphaël Dechoux （フランス）
- ヴァイオリン部門
  - 第1位　なし
  - 第2位　Nadezhda Korshakova （ロシア）、Roman Patočka （チェコ）
  - 第3位　Andreas Janke （ドイツ）

### 2004年（第56回）
- トロンボーン部門
  - 第1位　なし
  - 第2位　Dimitry Andreev （ロシア）、Hannes Hölzl （オーストリア）
  - 第3位　Frederic Valentin Belli （ドイツ）
- ピアノ部門
  - 第1位　Ivo Kahánek （チェコ）
  - 第2位　Dong Min Lim （韓国）
  - 第3位　Matej Arendárik （スロヴァキア）、山本貴志（日本）

### 2005年（第57回）
- ハープシコード部門
  - 第1位　Morwaread Farbood （アメリカ）
  - 第2位　なし
  - 第3位　Irina Zahharenkova （エストニア）
- 弦楽四重奏部門
  - 第1位　Haasovo kvarteto （チェコ）
  - 第2位　Penguin Quartet (Zemlinsky Quartet)  （チェコ）、Siegen Quartet （韓国）
  - 第3位　Rubens Quartet （オランダ）

### 2006年（第58回）
- チェロ部門
  - 第1位　なし
  - 第2位　Tomáš Jamník  （チェコ）、Anton Pavlovsky （ロシア）
  - 第3位　遠藤真理（日本）
- オルガン部門
  - 第1位　なし
  - 第2位　Petr Čech  （チェコ）、Maria Mokhova  （ロシア）
  - 第3位　Els Biesemans  （ベルギー）

### 2007年（第59回）
- ホルン部門
  - 第1位　Christoph Eß  （ドイツ）
  - 第2位　Jocelyn Willem  （フランス）、Zoltán Mácsai （ハンガリー）
  - 第3位　なし
- 指揮部門
  - 第1位　Krzysztof Urbański （ポーランド）
  - 第2位　Marzena Diakun （ポーランド）
  - 第3位　川本貢司 （日本）

### 2021年
- ピアノ部門
  - 優勝　Dongha Lee (韓国)